# Wild Stare
Wild Stare è un singolo del gruppo musicale tedesco Giant Rooks, pubblicato il 7 dicembre 2018.
In Italia è stato l'80º singolo più trasmesso dalle radio nel 2019.

## Video musicale
Il videoclip è stato pubblicato il 7 dicembre 2018 sul canale YouTube del gruppo.